# Bienvenu Myriel
Bienvenu Myriel (1739-1821) est un personnage de fiction apparaissant dans Les Misérables, roman de l'écrivain français Victor Hugo paru en 1862.

## Biographie
Évêque catholique du diocèse de Digne vivant pleinement selon l'idéal chrétien, il héberge Jean Valjean à la fin de l'année 1815, peu après sa sortie du bagne de Toulon. Lorsque Valjean le dépouille de son argenterie puis est repris par les forces de l'ordre, le prélat prétend qu'il s'agissait d'un don et, ce faisant, sauvegarde la liberté nouvellement retrouvée de l'ancien forçat. Ce geste de miséricorde enclenche la rédemption de celui-ci, qui se poursuit dans le reste de l'œuvre. À l'annonce de la mort de l'évêque, Jean Valjean, devenu notable sous le nom de Monsieur Madeleine, prend le deuil.
Un passage fort du livre est sa rencontre avec le « Conventionnel G. », ancien député de la Convention nationale à l'agonie, qu'il va visiter dans le cadre de son devoir de prêtre et dans l'intention de le ramener à des sentiments plus conformes à l'esprit de la Restauration. C'est pourtant lui qui en reviendra transformé après avoir entendu la confession du républicain, à l'issue de laquelle il lui demande même sa bénédiction, inversant ainsi les rôles et attestant de son fort ébranlement intérieur.
La mise en situation de Bienvenu Myriel occupe les premières pages des Misérables, avant même que ne soient mentionnés Jean Valjean, Javert ou Fantine.
Bienvenu Myriel serait en partie inspiré de Bienvenu de Miollis, qui fut évêque de Digne de 1805 à 1838,.